# 4 май
4 май е 124-тият ден в годината според григорианския календар (125-и през високосна). Остават 241 дни до края на годината.

## Събития
- 1493 г. – Папа Александър VI става арбитър между Испания и Португалия за определяне на границите им на влияние в Новия свят.
- 1593 г. – Основан е бразилският град Жабоатау дус Гуарарапис.
- 1626 г. – Остров Манхатън е продаден от индианците на холандските заселници в Америка.
- 1675 г. – Кралят на Англия Чарлз II нарежда да бъде изградена Кралската Обсерватория в Гринуич.
- 1715 г. – В Париж е произведен първият сгъваем чадър.
- 1799 г. – Мишел Ней е прехвърлен в Армията на Андре Масена.
- 1872 г. – Завършва първото общо събрание на БРЦК, на което инициатор е Васил Левски.
- 1903 г. – Четата на Гоце Делчев е обкръжена от турска войска край село Баница (Сярско) и в сражението загива самият Делчев.
- 1924 г. – В Париж са открити VIII Летни олимпийски игри.
- 1925 г. – Публикуван е Закон за администрацията и полицията. С него се създава Дирекция на полицията с три отдела: Държавна сигурност, Криминален и Административна полиция.
- 1932 г. – В Атланта, мафиотът Ал Капоне, обявен за „обществен враг № 1“ в САЩ, влиза в затвора за единадесет години с присъда за укриване на данъци.
- 1937 г. – С Наредба-закон се забранява на българските граждани да участват в Гражданската война в Испания.
- 1945 г. – Ханс Франк е пленен от американски войници близо до Берхтесгаден.
- 1949 г. – Вследствие на самолетна катастрофа край Торино загива целият футболен отбор на италианския клуб Торино, с изключение на един играч, който не лети поради контузия.
- 1953 г. – Ърнест Хемингуей получава наградата Пулицър за повестта си Старецът и морето.
- 1966 г. – В СССР започва производство на леките коли Жигули и Лада по лиценз на Фиат.
- 1979 г. – Маргарет Тачър става първата жена министър-председател на Обединеното кралство.
- 1990 г. – Латвия обявява възстановяване на независимостта си след Съветската окупация.
- 1994 г. – Израелският министър-председател Ицхак Рабин и лидера на Организацията за освобождение на Палестина Ясер Арафат подписват историческо споразумение, даващо автономия на палестинците в окупирания Западен бряг на река Йордан и в Ивицата Газа.
- 1994 г. – Европейският парламент одобрява предложението за приемане в Европейския съюз на Австрия, Финландия, Норвегия и Швеция.
- 1999 г. – XXXVIII народно събрание гласува искането на НАТО България да предостави части от въздушното си пространство за въздушни акции срещу Югославия.
- 2001 г. – Папа Йоан Павел II започва пътуване, наречено по стъпките на Свети Павел – от Гърция до Сирия и оттам до Малта.
- 2002 г. – 103 души са убити и още 51 ранени при самолетна катастрофа близо до международното летище „Малам Амину Кано“, Кано, Нигерия.
- 2005 г. – Открит е естественият спътник на Сатурн Егир.

## Родени
- 1008 г. – Анри I, крал на Франция († 1060 г.)
- 1733 г. – Жан-Шарл дьо Борда, френски математик, физик и философ († 1799 г.)
- 1770 г. – Франсоа Жерар, френски художник († 1837 г.)
- 1777 г. – Луи Жак Тенар, френски химик († 1857 г.)
- 1807 г. – Томас Дънкан, шотландски художник-портретист († 1845 г.)
- 1825 г. – Томас Хъксли, британски биолог – дарвинист († 1895 г.)
- 1833 г. – Валерий Якоби, руски художник († 1902 г.)
- 1873 г. – Джо Де Грас, канадски режисьор († 1940 г.)
- 1886 г. – Александър Пеев, български общественик († 1943 г.)
- 1891 г. – Петко Петков, български политик († 1923 г.)
- 1900 г. – Антун Аугустинчич, хърватски скулптор († 1979 г.)
- 1911 г. – Христо Минковски, български футболист († 1997 г.)
- 1917 г. – Веселин Хаджиниколов, български историк и етнолог († 2003 г.)
- 1923 г. – Ед Касиди, американски поп-музикант († 2012 г.)
- 1928 г. – Волфганг фон Трипс, немски пилот от Ф1 († 1961 г.)
- 1928 г. – Хосни Мубарак, египетски президент († 2020 г.)
- 1929 г. – Одри Хепбърн, американска киноактриса († 1993 г.)
- 1931 г. – Генадий Рождественски, руски диригент († 2018 г.)
- 1937 г. – Методий Григоров, български хоров диригент († 2020 г.)
- 1939 г. – Амос Оз, израелски писател и журналист († 2018 г.)
- 1943 г. – Георги Аспарухов, български футболист († 1971 г.)
- 1943 г. – Артин Потурлян, български композитор († 2022 г.)
- 1947 г. – Иван Добчев, български режисьор
- 1947 г. – Филип Трифонов, български актьор († 2021 г.)
- 1951 г. – Николай Колев - Босия, български дисидент и поет († 2023 г.)
- 1951 г. – Жерар Жюньо, френски артист
- 1952 г. – Майкъл Баримор, американски комедиен актьор
- 1955 г. – Михаела Рунчану, румънска певица и учителка († 1989 г.)
- 1958 г. – Зорка Първанова, първа дама на България
- 1958 г. – Кийт Харинг, американски художник († 1990 г.)
- 1972 г. – Майк Дърнт, американски музикант
- 1976 г. – Адриан Лазаровски, български писател
- 1979 г. – Христо Янев, български футболист
- 1981 г. – Кубрат Пулев, български боксьор
- 1987 г. – Сеск Фабрегас, испански футболист

## Починали
- 1003 г. – Херман II, херцог на Швабия (* ? г.)
- 1530 г. – Никлас граф Салм, австрийски военен командир
- 1677 г. – Айзък Бароу, английски математик (* 1630 г.)
- 1811 г. – Николай Каменски, руски офицер (* 1776 г.)
- 1903 г. – Гоце Делчев, български революционер (* 1872 г.)
- 1921 г. – Алфред Херман Фрид, австрийски журналист, Нобелов лауреат (* 1864 г.)
- 1938 г. – Карл фон Осиецки, германски журналист, Нобелов лауреат през 1935 (* 1889 г.)
- 1946 г. – Иван Сматракалев, български революционер (* 1878 г.)
- 1955 г. – Джордже Енеску, румънски композитор (* 1881 г.)
- 1972 г. – Едуард Кендъл, американски биохимик, Нобелов лауреат през 1950 г. (* 1886 г.)
- 1980 г. – Йосип Броз Тито, президент на Югославия (* 1892 г.)
- 1982 г. – Жорж Алека Дамас, габонски политик (* 1902 г.)
- 1993 г. – Франце Щиглиц, югославски режисьор (* 1919 г.)
- 2001 г. – Васка Илиева, македонска певица (* 1923 г.)
- 2013 г. – Кристиан дьо Дюв, белгийски биолог (* 1917 г.)

## Празници
- Международен ден на металурга, пожарникаря и коминочистача (Ден на патрона на тези професии в католическата църква Свети Флориан)
- Замбия – Ден на труда
- Италия – Празник на град Анкона
- Китай – Ден на младежта
- Нидерландия – Ден на памет на жертвите от Втората световна война
- Тонга – Ден на престолонаследника